# Die Afrikaner
Die Afrikaner est le journal du Herstigte Nasionale Party, un parti politique d'extrême droite d'Afrique du Sud. Cet hebdomadaire est publié en langue afrikaans. Sa diffusion, relativement restreinte, se limite essentiellement à l'électorat Afrikaner conservateur du Transvaal et de l'État-Libre.